# Kaplica św. Kazimierza w katedrze wileńskiej
Kaplica św. Kazimierza – wczesnobarokowa kaplica w katedrze wileńskiej, powstała w latach 1623–1636 według projektu Matteo Castelli. Poświęcona jest Świętemu Kazimierzowi (1458–1484), którego relikwie złożone są w tej kaplicy.
Jej założenie wzorowane jest na powstałej sto lat wcześniej kaplicy Zygmuntowskiej na Wawelu (jest jednak dwukrotnie większa).

## Historia

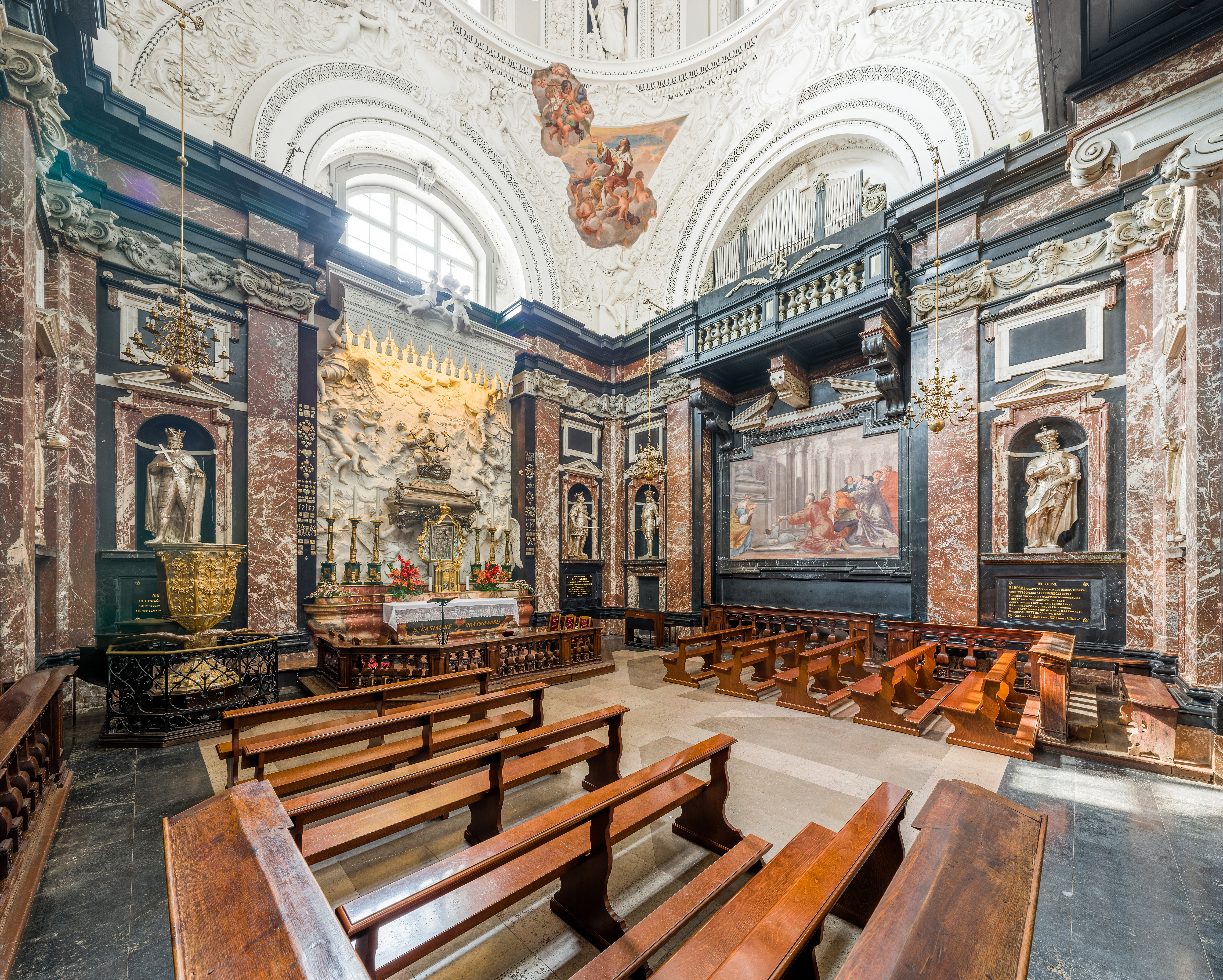
Wnętrze kaplicy św. Kazimierza

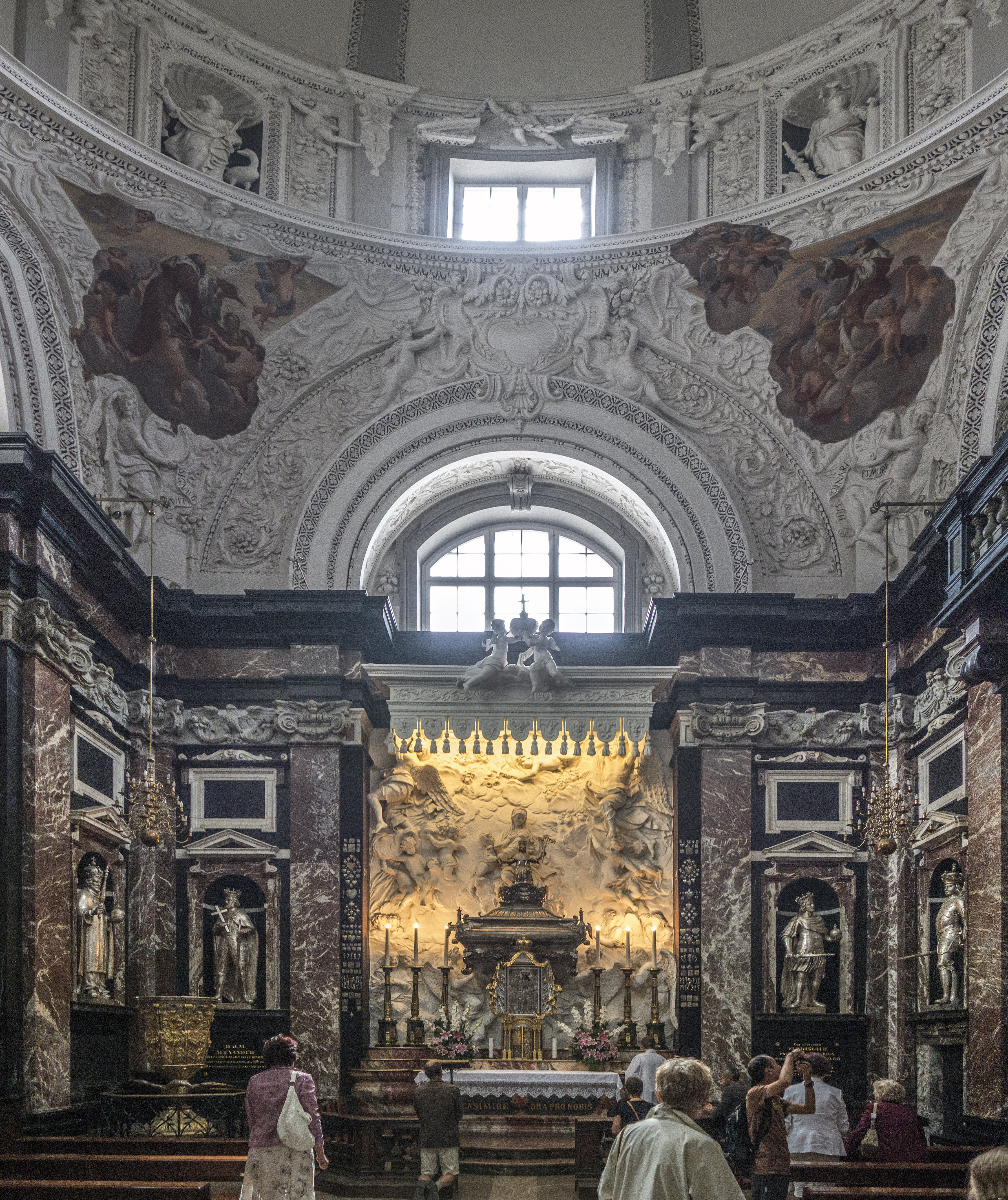

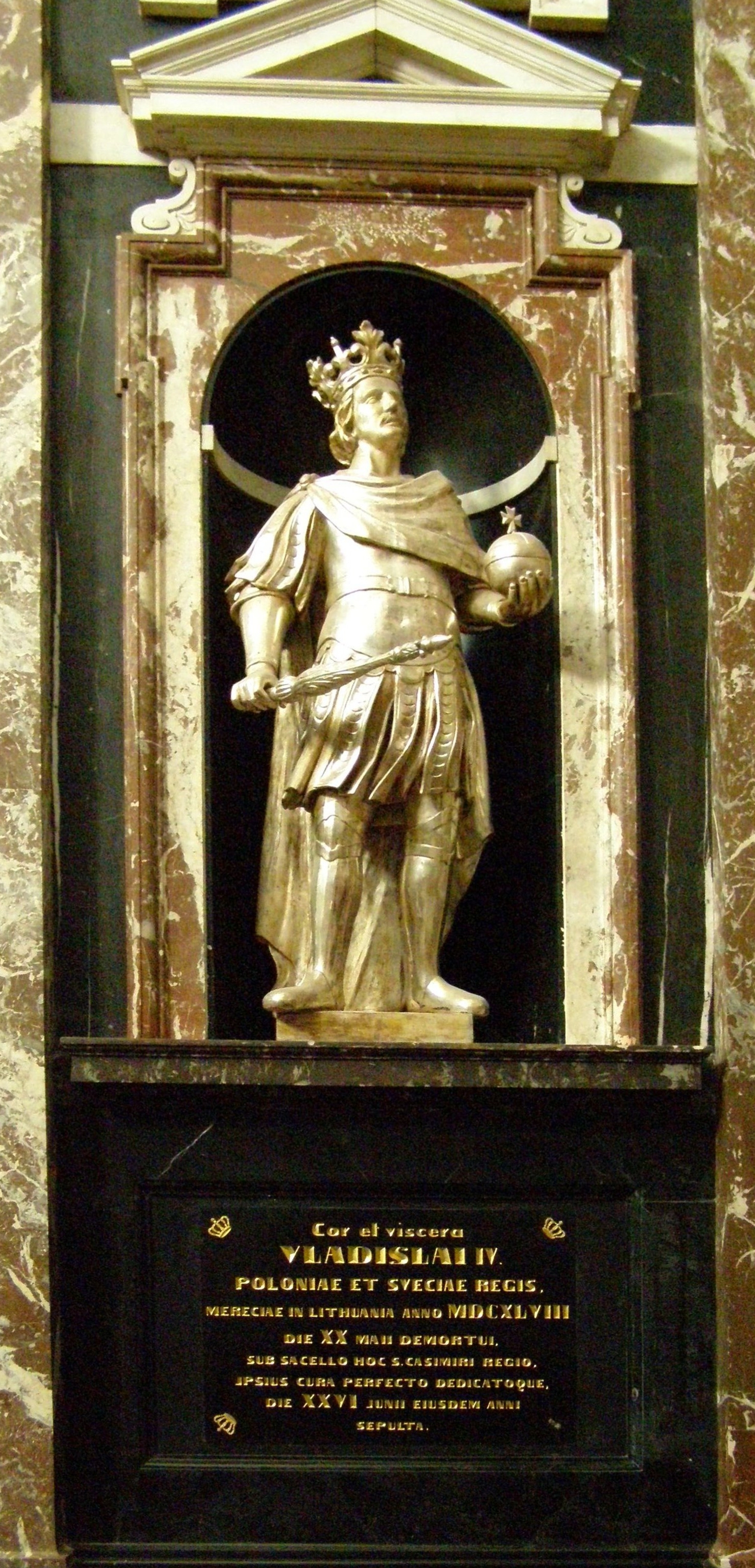
Epitafium nad sercem króla Władysława IV złożonym w kaplicy św. Kazimierza w katedrze wileńskiej

O powstaniu zamysłu budowy nowej kaplicy informował akt wystawiony przez króla Zygmunta III Wazę w dniu 8 marca 1623 r. w Warszawie dla biskupa wileńskiego Eustachego Wołłowicza, dotyczący odstąpienia dawnej kaplicy biskupa Pawła Holszańskiego, od sześciu lat przeznaczonej na miejsce pochówku rodziny Wołłowiczów i położonej w miejscu obecnej kaplicy św. Kazimierza. W zamian za to król poprzez kapitułę wileńska przekazał biskupowi dotychczasową kaplicę królewska po północnej stronie katedry, znajdującą się w gorszym pod względem prestiżu miejscu i zbyt małą dla potrzeb królewskiego ceremoniału. Na wybór miejsca przez Zygmunta III mogło mieć znaczenie możliwość połączenia komnat królewskich Zamku Dolnego bezpośrednim przejściem-gankiem z kaplicą, szczególnie po zamachu Piekarskiego w roku 1620. Po wyburzeniu starej kaplicy, gromadzenie materiałów budowlanych do budowy kaplicy św. Kazimierza zaczęto w 1623 roku, a wiosną 1624 roku rozpoczęto budowę. Do realizacji kaplicy Zygmunt III zatrudnił braci Constantino Tencallę i Jakuba Tencallę. Projektantem kaplicy mógł być Matteo Castelli lub Constantino Tencalla. Organizatorem prac budowlanych był starosta orański, horodniczy Piotr Nonhardt. Zasadnicze prace budowlane ukończono do 1632 roku, jednak z powodu śmierci króla Zygmunta III, a następnie toczonych przez Władysława IV wojen z Moskwą i Turcją, dopiero w 1636 roku dokonano przeniesienia do kaplicy relikwii św. Kazimierza.
W okresie bezpośrednio poprzedzającym uroczystości z roku 1636 król Władysław IV zatrudnił przy pracach w kaplicy malarza Bartłomieja Strobla. Władysław IV kontynuował prace ojca przy kaplicy św. Kazimierza, przyczyniając się do powstania osobnej zakrystii, dekoracji kopuły i prac malarskich. W celach uzupełnienia dekoracji król Władysław opłacił w latach 1639–1643 malarza Hiacynta Campanę, który prawdopodobnie wykonywał dekorację czaszy kopuły i złocenia (niezachowane) niektórych elementów (np. kapiteli). Król zapłacił także w 1643 r. na przebudowę przez Jakuba Tencallę ganku łączącego kaplicę z Zamkiem Dolnym.
Do czasu zajęcia Wilna przez wojska moskiewskie w roku 1654 kaplica św. Kazimierza wyróżniała się drogimi marmurami, hebanem, sztukaterią i malarstwem, błyszczała srebrem, jaśniała złotem zaliczając się do najwybitniejszych dzieł artystycznych Rzeczypospolitej 1 połowy XVII wieku.

## Architektura i wnętrze
Kaplica ma formę kwadratu, nakrytego kopułą na bębnie, nawiązując w ten sposób do kaplicy Zygmuntowskiej na Wawelu, przez co Zygmunt III Waza chciał podkreślić swoje związki rodzinne z Jagiellonami. W górnej części kaplicy można dostrzec specjalną lożę dla króla, do której prowadził kryty ganek z Zamku Dolnego.
Srebrny ołtarz kaplicy został zrabowany przez wojska rosyjskie w 1655. W ołtarzu umieszczony jest obraz patrona kaplicy św. Kazimierza. Święty ma na tym obrazie 3 ręce. Według znanej legendy wyjaśniającej ten fakt, malarz próbował zmienić nieco kompozycję wizerunku, zamalowując jedną rękę i malując ją w innym miejscu, lecz zamalowywana kończyna wciąż pozostawała widoczna. Całość kaplicy zdobią freski Michelangela Palloniego. Jej wystrój dopełniają srebrzone figury Władysława Jagiełły, Kazimierza Jagiellończyka, Jana Olbrachta, Aleksandra Jagiellończyka, Zygmunta I Starego, Zygmunta II Augusta i św. Kazimierza.

## Pochowani
W krypcie pod kaplicą zostali pochowani:
- król Aleksander Jagiellończyk (jedyny król Polski pochowany w Wilnie)
- Elżbieta Habsburżanka, żona Zygmunta Augusta
- Barbara Radziwiłłówna, żona Zygmunta Augusta
- serce Władysława IV Wazy

## Kartusz
Na elewacji kaplicy od strony placu Katedralnego znajduje się tablica erekcyjna z herbem Rzeczypospolitej Obojga Narodów z 1636 roku (po 1945 roku z orła znajdującego się na herbie usunięto koronę). Charakterystyczne jest podobieństwo jakie zachodzi między kartuszem tablicy fundacyjnej budowli wileńskiej, a dekoracją kolumny Zygmunta w Warszawie związane z osobą tego samego projektanta. Na tablicy umieszczono łaciński napis:

D.O.M.
DIVO CASIMIRO
CASIMIRI JAGIELLONIDAE REGIS FILIO
REGNI POLONIAE MAGNIQ DUCATUS LITHUANIAE
PATRONO TUTELARI PROPUGNATORI
COGNATO PRINCIPI
SIGISMUNDUS III POLONIAE ET SVECIAE REX
SACELLUM HOC
AETARNUM PIETATIS CULTUSQE SUI MONUMENTUM
EREXIT INSTRUXIT EXORNAVIT
VLADISLAUS IIII
SACRI CORPORIS ILLATIONE
HONORAVIT PERFECIT DEDICAVITQE
ANNO DOMINI MDCXXXVI DIE XIV AUGUSTI

## Galeria

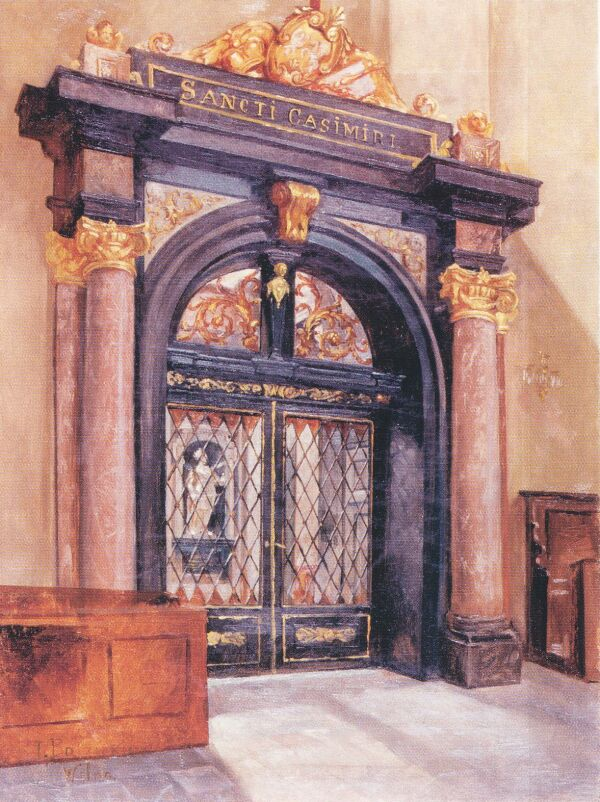
Józef Bałzukiewicz, Kaplica św. Kazimierza w katedrze wileńskiej, 1912
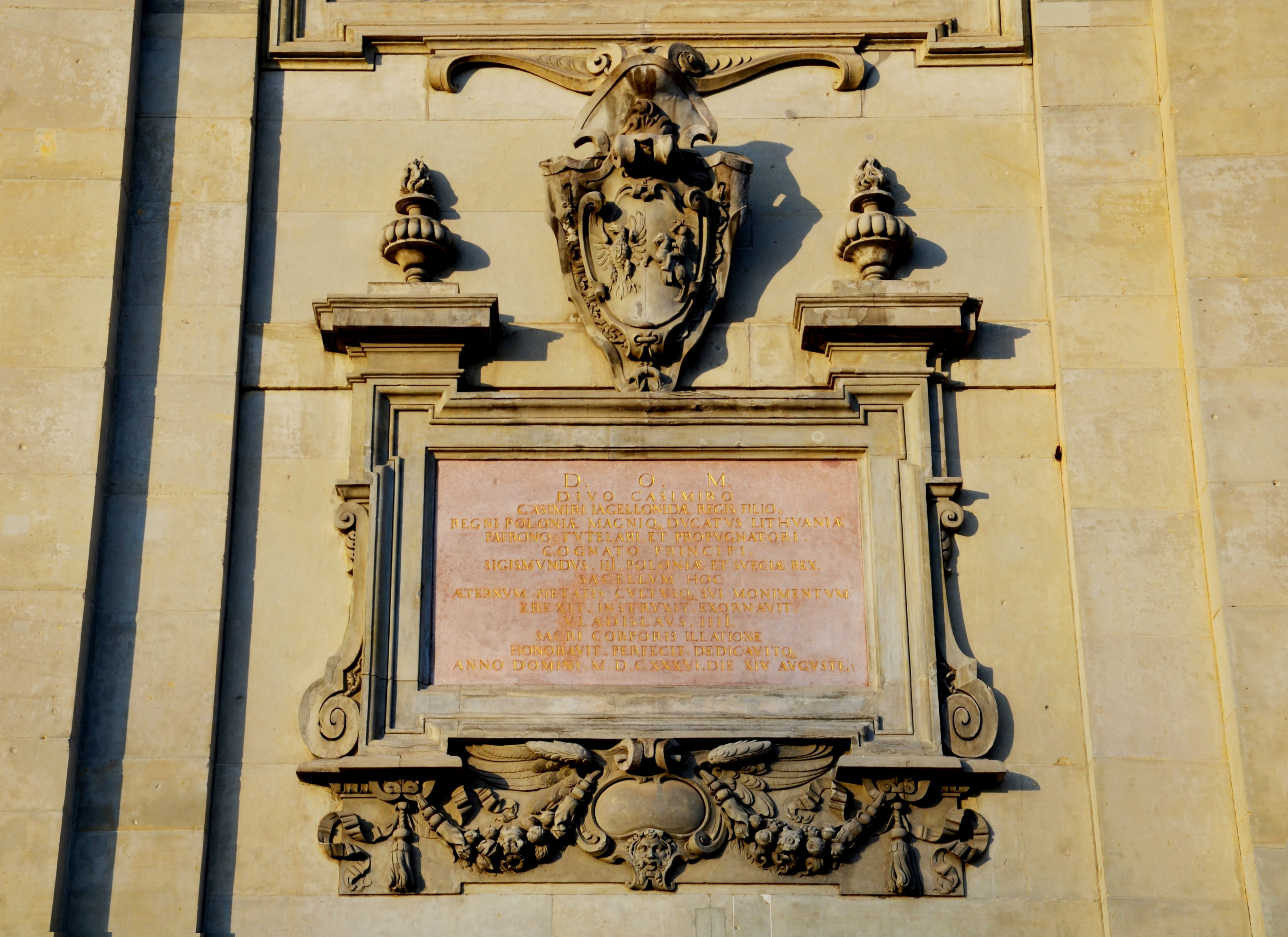
Kartusz erekcyjny
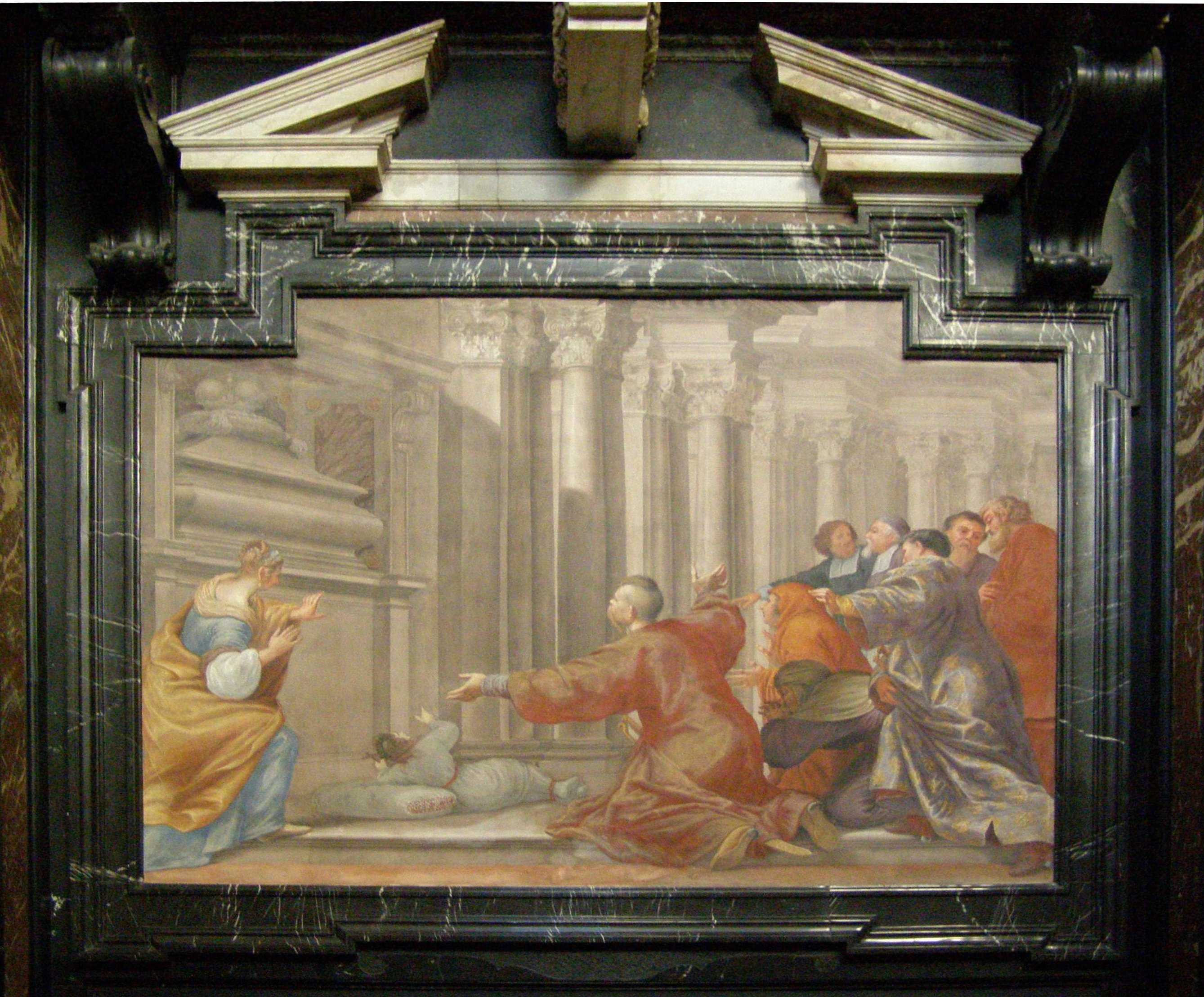
Michele Arcangelo Palloni "Wskrzeszenie Urszulki przy trumnie św. Kazimierza" (1692)
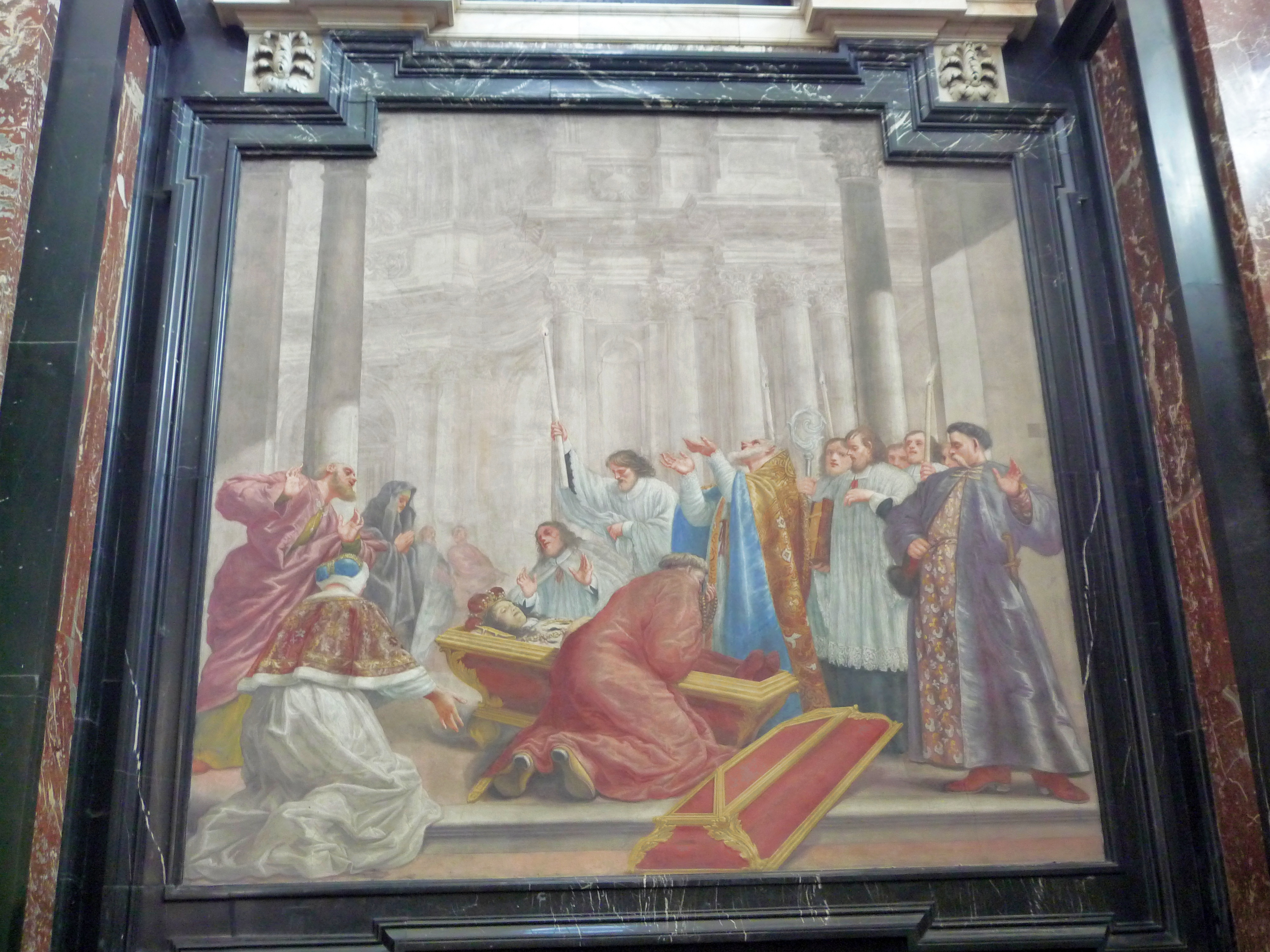
Michelangelo Palloni - "Otwarcie trumny św. Kazimierza" (1692)
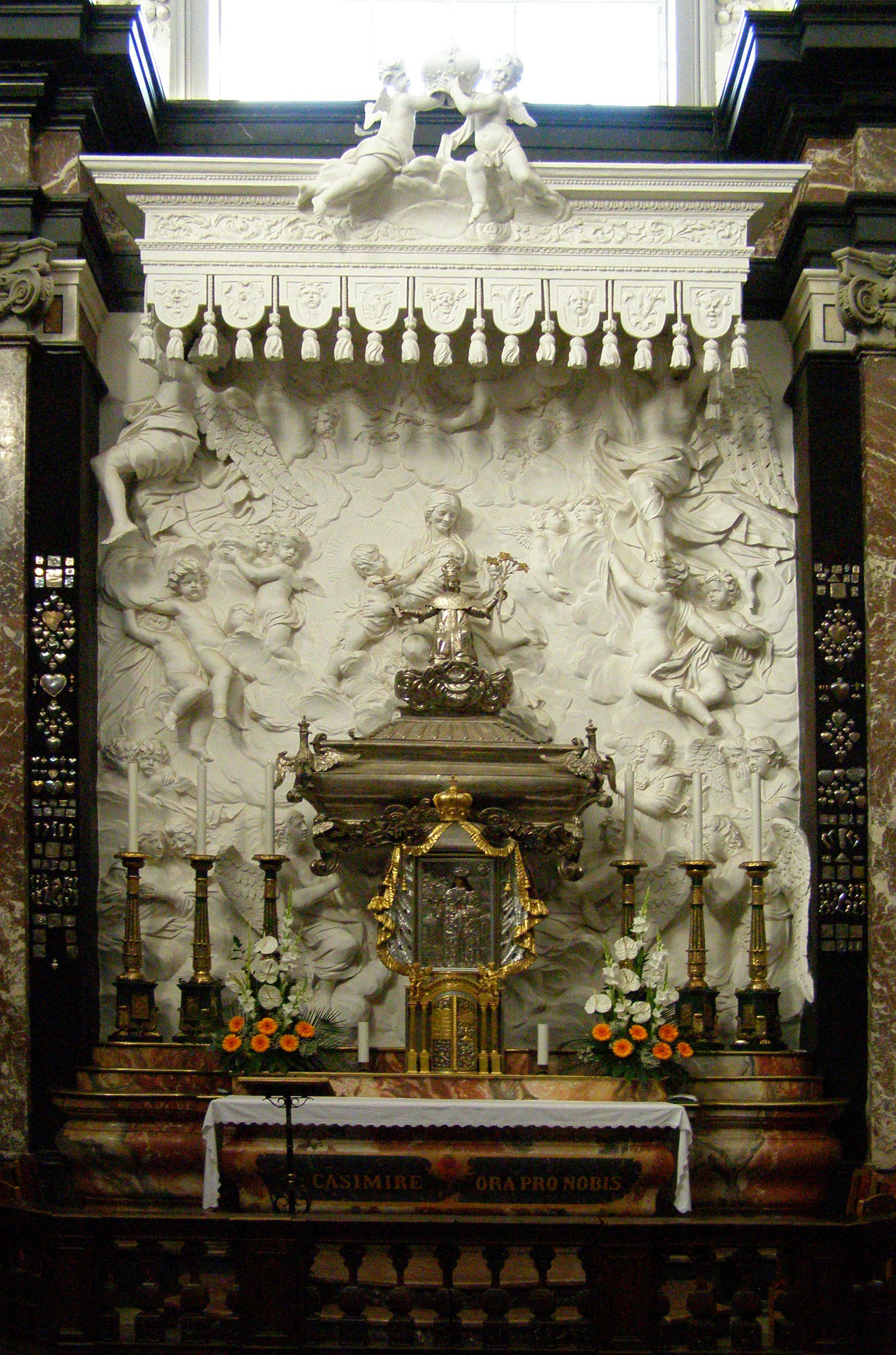
Trumna z relikwiami św. Kazimierza podtrzymywana przez cztery ukoronowane polskie orły